# پیتر تیوکسبری
هنری پیتر تیوکسبری (انگلیسی: Henry Peter Tewksbury؛ ۲۱ مارس ۱۹۲۳ – ۲۰ فوریه ۲۰۰۳) کارگردان تلویزیونی و فیلم اهل ایالات متحده آمریکا بود.
او در کلیولند به دنیا آمد و در کالج دارتموث تحصیل کرد اما در طول جنگ جهانی دوم به عنوان کاپیتان ارتش ایالات متحده در اقیانوس آرام خدمت کرد.
او با هنرمندانی نظیر جین فوندا، الویس پرسلی، و جی. دی. سلینجر همکاری داشت.

## گزیده فیلم‌شناسی
- یکشنبه در نیویورک (۱۹۶۳)
- Emil and the Detectives (۱۹۶۴)
- Doctor, You've Got to Be Kidding! (۱۹۶۷)
- جلو نیا، جو (۱۹۶۸)
- The Trouble with Girls (And How To Get Into It) (۱۹۶۹)
- شانس دوم (۱۹۷۲)